# Bart de Kemp

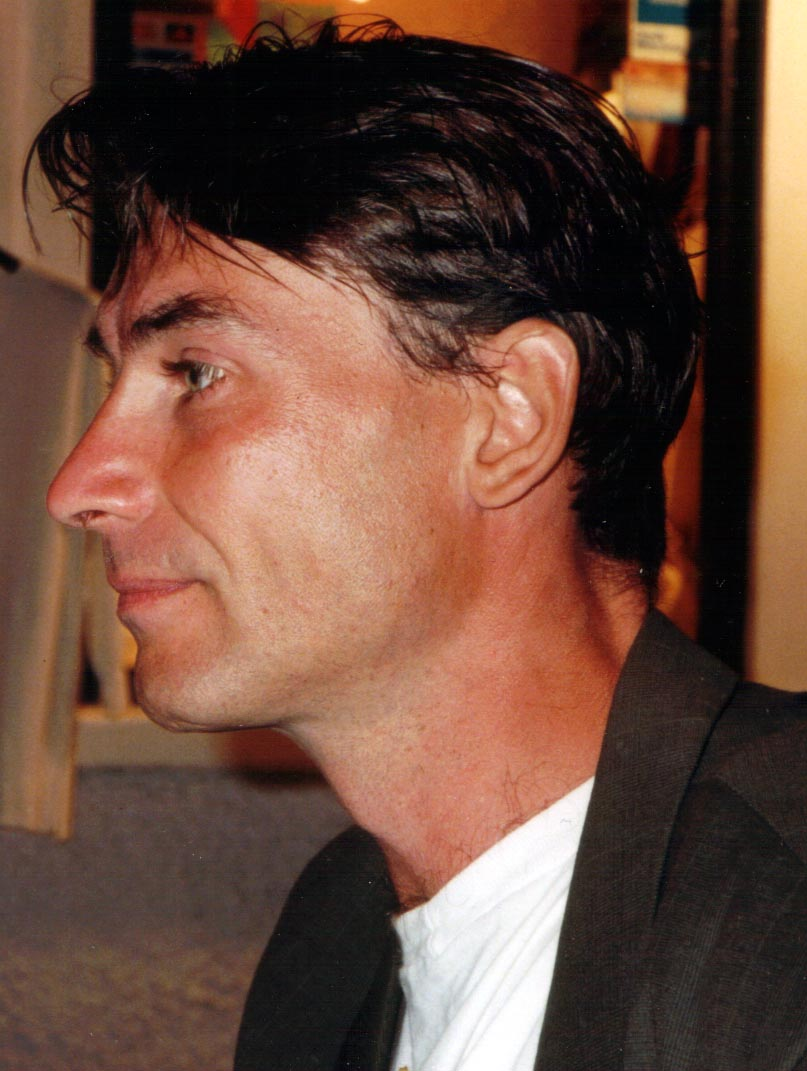
Bart de Kemp in 1997

Albertus Cornelis Maria (Bart) de Kemp (Helmond, 25 juli 1959 – Rotterdam, 8 april 2005) was een Nederlands componist. Hij volgde zijn studie aan het Rotterdams Conservatorium bij Peter-Jan Wagemans en Klaas de Vries. Hij behaalde zijn diploma in 1991. Bart de Kemp wordt gerekend tot de Rotterdamse School. Hij overleed op 45-jarige leeftijd.

## Werken
- Between Nightbar and Factory - cd NM 92121
- Lieto - muziekstuk voor vier blokfluiten op de audio-cd Pictured Air (Channel Classics CCS 8996) en audio-cd Sitting ducks (Grammofon AB BIS)
- Labas - muziekstuk voor twee trompetten op de audio-cd ASCOLTA!
- Con Tinto - muziekstuk voor klarinet, viool en piano
- Chaconne (voor violen, altviool en cello), op audio-cd Rotterdam String Quartets (Etcetera KTC 1339)[1]
- Putti - kamermuziek
- The organ of Tömösväry (voor ensemble)
- Paperclip music (voor solo-trombone en ensemble)
- Comment on Mi Mi
- Episode
- Ankers
- Pompidepompom (voor contrafagot solo)
- Bunda
- Astarte (viool solo)
- Con tenerezza (kamermuziek)
- Tocca Tacca (piano solo)
- Berg
- Castillo
- Pontje
- Radiosilence (voor ensemble)
- Faltafim (voor blokfluitkwartet)

- Gemeinsame Normdatei: 134862821
- International Standard Name Identifier: 0000 0000 5552 2544
- Library of Congress Control Number: n94036031
- Nederlandse Thesaurus van Auteursnamen: 106811959
- Virtual International Authority File: 43528600
- WorldCat: E39PBJk4FBcjDQbCWHPkGPfrMP